# Onyeka Onwenu
Onyeka Onwenu (Anambra, 31 de enero de 1952-30 de julio de 2024) fue una cantautora, actriz, activista social y por los derechos humanos, periodista y política nigeriana. Fue presidenta del Consejo Estatal de Arte y Cultura de Imo. En 2013 fue nombrada directora ejecutiva del Centro Nacional para el Desarrollo de la Mujer.

## Biografía
Es oriunda de Arondizuogu, una pequeña ciudad en Ideato North, estado de Imo, y se crio en Port Harcourt. Es la hija menor del educador y político nigeriano DK Onwenu, quien falleció a causa de un accidente de tránsito, dejando a su viuda, Hope, para criar cinco hijos sola después de que la familia de su esposo le negó el acceso a su propiedad. La canción "African Woman" de su cuarto álbum, One Love, está vagamente inspirada en su madre.

## Política
Onwenu es miembro del Partido Democrático Popular. Ha competido dos veces por la presidencia del consejo local, siendo derrotada en ambas ocasiones. Fue nombrada presidenta del Consejo Estatal de Arte y Cultura de Imo por el exgobernador Ikedi Ohakim. El 16 de septiembre de 2013, el presidente Goodluck Jonathan la nombró directora ejecutiva del Centro Nacional para el Desarrollo de la Mujer.

## Actuación
Su debut actoral fue como Jumoke, una mujer sin hijos que adopta a un bebé abandonado en Nightmare de Zik Zulu Okafor. Desde entonces ha aparecido en numerosas películas de Nollywood, y en 2006 ganó el Premio de la Academia Africana de Cine como Mejor Actriz de Reparto por su actuación en "Widow's Cot". También fue nominada ese año para el Premio de la Academia de Cine Africano como "Mejor Actriz Protagónica" en "Rising Moon"  en 2014. Posteriormente participó en la película Half of a Yellow Sun con Chiwetel Ejiofor y Thandie Newton, y Lion Heart.

## Vida personal
Onwenu se niega a mencionar o divulgar cualquier información íntima sobre su cónyuge. Es madre de dos hijos. Onyeka Onwenu murió el 30 de julio de 2024 en el Hospital Reddington de Lagos después de una actuación.

## Filmografía
| Año  | Película             | Notas |
| ---- | -------------------- | --- |
| 1999 | Not Your Wealth      | |
| 1999 | Conspiracy           | junto a Nkem Owoh |
| 1999 | Chain Reaction       | junto a Pete Edochie & Liz Benson                                                                                     |
| 2004 | Government House     | |
| 2005 | Women's Cot          | junto a Joke Silva & Zack Orji – la película recibió 4 nominaciones y ganó un premio Africa Movie Academy Awards 2006 |
| 2005 | The Tyrant           | junto a Pete Edochie                                                                                                  |
| 2005 | Rising Moon          | |
| 2005 | Omalinze             | junto a Stephanie Okereke                                                                                             |
| 2005 | Every Single Day     | |
| 2006 | Different World      | junto a Ramsey Nouah                                                                                                  |
| 2007 | To Love an Angel     | junto a Ramsey Nouah                                                                                                  |
| 2007 | The Trinity          | junto a Kanayo O. Kanayo                                                                                              |
| 2013 | Half of a Yellow Sun | junto a Chiwetel Ejiofor y Thandie Newton                                                                             |
| 2018 | Lionheart            | junto a Genevieve Nnaji, Phyno and Nkem Owoh                                                                          |
| 2019 | Muna                 | junto a Adesua Etomi, Adam Huss and Falz                                                                              |